# Bruno Lauzi (album)
Bruno Lauzi è il sesto album di Bruno Lauzi, il primo per la nuova casa discografica Numero Uno, pubblicato nell'autunno del 1970.

## Il disco
Dopo i dischi incisi per la Galleria del Corso, la CGD e l'Ariston, Lauzi firma un contratto con l'etichetta che Mogol, suo padre Mariano Rapetti, Sandro Colombini, Lucio Battisti e Franco Daldello hanno fondato pochi mesi prima, la Numero Uno, spinto proprio dallo stesso Battisti che scrive, con Mogol, le canzoni del 45 giri con cui Lauzi debutta per la nuova etichetta, e cioè Mary oh Mary e E penso a te.
Questi due brani vengono poi inseriti in autunno nell'album, insieme ad altri otto, di cui sei, Lucy l'ortopedica/Se tu sapessi, Ti ruberò/Il bene di luglio, E dicono/La casa nel parco, vengono pubblicati su 45 giri in contemporanea con la pubblicazione del 33 giri; i rimanenti sono due cover, Quella cosa in Lombardia infatti era già stata incisa in precedenza da Laura Betti e poi da Enzo Jannacci (che l'aveva inclusa nel suo album La Milano di Enzo Jannacci) mentre Le bigotte è una traduzione di Les Bigottes di Jacques Brel.
Inoltre Se tu sapessi e Ti ruberò facevano parte del repertorio di Lauzi ed erano già state pubblicate qualche anno prima da altre etichette, mentre Il bene di luglio era stata incisa da uno dei due autori, Andrea Lo Vecchio.
Il disco vede la partecipazione come session man di alcuni noti musicisti come Franz Di Cioccio e Flavio Premoli, entrambi componenti dei Quelli, Mario Lavezzi dei Flora Fauna Cemento e Damiano Dattoli.
Il tecnico del suono è Ezio De Rosa, mentre gli arrangiamenti sono curati da Gian Piero Reverberi (Mary oh Mary e E penso a te), Damiano Dattoli (E dicono, La casa nel parco), Gino Negri (Quella cosa in Lombardia), Claudio Fabi (Se tu sapessi, Ti ruberò), Elio Isola (Il bene di luglio) e lo stesso Lauzi (Lucy l'ortopedica, Le bigotte).
L'album non è mai stato ristampato in CD.

## Tracce
LATO A
1. Mary oh Mary (testo di Mogol; musica di Lucio Battisti) - 4'07"
2. E dicono (testo e musica di Bruno Lauzi) - 3'16"
3. Lucy l'ortopedica (testo e musica di Bruno Lauzi) - 3'13"
4. La casa nel parco (testo e musica di Bruno Lauzi) - 3'08"
5. Quella cosa in Lombardia (testo di Franco Fortini; musica di Fiorenzo Carpi) - 4'03"

LATO B
1. Se tu sapessi (testo e musica di Bruno Lauzi) - 4'52"
2. Le bigotte (testo in italiano di Bruno Lauzi; testo originale e musica di Jacques Brel) - 3'04"
3. Ti ruberò (testo e musica di Bruno Lauzi) - 2'45"
4. Il bene di luglio (testo di Roberto Vecchioni; musica di Andrea Lo Vecchio) - 3'10"
5. E penso a te (testo di Mogol; musica di Lucio Battisti) - 4'00"

## Formazione
- Bruno Lauzi – voce
- Franz Di Cioccio – batteria
- Damiano Dattoli – basso
- Flavio Premoli – pianoforte, organo
- Andrea Sacchi – chitarra
- Mario Lavezzi – chitarra